# Vorarlberger Freiheitliche
Die Vorarlberger Freiheitlichen (auch FPÖ Vorarlberg) sind die Landespartei der Freiheitlichen Partei Österreichs (FPÖ) im österreichischen Bundesland Vorarlberg. Sie stellten in der Zeit von 1999 bis 2004 den Landesstatthalter in der Vorarlberger Landesregierung und waren darüber hinaus in Kontinuität mit ihrer Vorgängerpartei WdU von 1949 bis 2004 als Regierungspartei mit einem Landesrat an der Landesregierung beteiligt.
Aktuell sind die Vorarlberger Freiheitlichen nach der Landtagswahl in Vorarlberg 2019, bei der sie schwere Verluste hinnehmen mussten, mit fünf Mandaten im Vorarlberger Landtag die stärkste Oppositionspartei.

## Geschichte
Das Parteistatut der Vorarlberger Freiheitliche – FPÖ wurde am 15. April 1977 beim österreichischen Bundesministerium für Inneres hinterlegt. Hervorgegangen ist die Vorarlberger Landespartei der Freiheitlichen Partei Österreichs aus der ab 1949 bestehenden Wahlpartei der Unabhängigen, die einige Jahre nach Ende des Zweiten Weltkriegs und deutlich nach den drei zu dieser Zeit staatstragenden Parteien gegründet wurde. Bereits nach dem ersten Antreten bei der Landtagswahl in Vorarlberg 1949 wurde die WdU in der Folge im Rahmen einer Konzentrationsregierung aller im Landtag vertretenen Parteien (unter der Führung der Vorarlberger Volkspartei gemeinsam mit der SPÖ Vorarlberg) in die Vorarlberger Landesregierung aufgenommen. Erster freiheitlicher Landesrat für die WdU wurde Ferdinand Ulmer in der Landesregierung Ilg II.

### Als FPÖ in der Landesregierung
60 Jahre lang blieben die Vorarlberger Freiheitlichen in der Folge – ab 1977 unter neuem Parteinamen – in der Landesregierung. Nach dem Ausscheiden der SPÖ aus der Landesregierung im Jahr 1974 war sie in der Folge Juniorpartner in einer Koalition mit der dominierenden Vorarlberger Volkspartei, die stets die absolute Stimmen- und Mandatsmehrheit auf sich vereinen konnte. Nachdem dies bei der Landtagswahl 1999 erstmals nicht mehr der Fall war, konnten die Vorarlberger Freiheitlichen in einer erneuten Koalition mit der ÖVP mit Hubert Gorbach erstmals den Landesstatthalter, den Stellvertreter des Landeshauptmanns, stellen. Nach dem Wechsel Gorbachs als Bundesminister und späterer Vizekanzler in die Bundespolitik wurde Dieter Egger am 5. März 2003 Landesstatthalter in der Landesregierung Sausgruber II.

### Abspaltung von der Bundes-FPÖ 2005
Anlässlich parteiinterner Streitigkeiten löste sich im April 2005 ein Teil der FPÖ auf Bundesebene von der Partei ab und gründete unter Führung des Kärntner Landeshauptmanns Jörg Haider das Bündnis Zukunft Österreich (BZÖ). Mit Vizekanzler Hubert Gorbach befand sich auch ein prominenter Vorarlberger unter jenen, die sich von der FPÖ abspalteten. Daraufhin beschloss die Vorarlberger Landesgruppe der FPÖ, unter der noch heute gebräuchlichen Parteibezeichnung Vorarlberger Freiheitliche einen selbständigen Weg abseits der Bundes-FPÖ und des BZÖ zu gehen und löste sich ebenfalls von der Freiheitlichen Partei auf Bundesebene los. Im Dezember 2005 gründete daraufhin ein kleines Komitee um Klaus Bilgeri und Rainer Kos eine neue FPÖ Landesgruppe in Vorarlberg, die das Ziel hatte, rechtlich und politisch den Platz der FPÖ Vorarlberg einzunehmen und später auch erfolglos auf Auszahlung der Parteienförderung des Landes Vorarlberg und wegen namensrechtlicher Belange klagte.
Anfang 2006 kehrten die Vorarlberger Freiheitlichen wieder als offiziell anerkannte Landespartei zur Bundes-FPÖ unter Heinz-Christian Strache zurück. Bilgeri und Kos, die mit ihrer eigenen FPÖ-Landesgruppe nicht anerkannt wurden, wurden von Landesparteiobmann Dieter Egger in der Folge aus der FPÖ ausgeschlossen. Etwa zur gleichen Zeit etablierte sich mit Christoph Hagen, der zuvor für die FPÖ Mitglied des Bundesrats gewesen war, eine eigenständige BZÖ-Landesgruppe in Vorarlberg, die jedoch landespolitisch weitgehend unbedeutend blieb.

### Ausschluss aus der Landesregierung 2009
Im Rahmen des Landtagswahlkampfs 2009 kam es zum Zerwürfnis zwischen Egger und Landeshauptmann Herbert Sausgruber von der ÖVP im Rahmen des sogenannten „Exil-Jude“-Sagers. Landesparteiobmann Dieter Egger hatte dabei im Rahmen einer Wahlkampfveranstaltung den Leiter des jüdischen Museums in Hohenems, Hanno Loewy, als „Exil-Juden aus Amerika“ und dessen Äußerungen zur laufenden Wahlkampagne der FPÖ als unzulässige Einmischung in die Innenpolitik bezeichnet. Daraufhin schloss die ÖVP eine erneute Koalition mit der FPÖ aus und schickte diese mit der Errichtung einer Alleinregierung (Landesregierung Sausgruber IV bzw. Landesregierung Wallner I) erstmals in ihrer Geschichte in die Opposition.

### In der Opposition ab 2009
Auch nach der Landtagswahl 2014 kam es trotz Gesprächen mit der ÖVP abermals nicht zu einer Koalitionsbeteiligung, da die Volkspartei es vorzog, mit den Grünen eine Regierung zu bilden. In der XXX. Legislaturperiode des Vorarlberger Landtags (2014–2019) waren die Vorarlberger Freiheitlichen daher mit 9 von 36 Mandaten die stärkste Oppositionspartei.
Nachdem der bisherige Landesobmann Dieter Egger in der Wiederholung der Bürgermeister-Stichwahl in Hohenems am 20. Dezember 2015 diese für sich entscheiden konnte, schied Egger mit der Angelobung als Hohenemser Bürgermeister am 23. Dezember 2015 zunächst als Klubobmann aus. Egger blieb zwar Landtagsabgeordneter für die FPÖ, Klubobmann wurde aber als sein Nachfolger Daniel Allgäuer. Im Rahmen des Landesparteitags am 1. Juli 2016 übergab Egger das Amt des Landesparteiobmanns an den Nationalratsabgeordneten Reinhard Eugen Bösch. Am 4. Mai 2018 kündigte die Landespartei einen erneuten Obmannwechsel an: Der bisherige Landtagsabgeordnete Christof Bitschi wurde als FPÖ-Spitzenkandidat für die Landtagswahl in Vorarlberg 2019 nominiert und daher bei einem Landesparteitag am 8. Juni 2018 zum Parteivorsitzenden der Landespartei gewählt.
Der bis dahin von der FPÖ in den österreichischen Bundesrat entsandte Politiker Christoph Längle trat im April 2019 nach einem Konflikt mit FPÖ-Landesobmann Christof Bitschi über die Reihung der Landesliste für die Landtagswahl, wegen politischer Inhalte sowie Differenzen über den Führungsstil der Landesgruppe aus der FPÖ aus. Ihm folgte die gesamte FPÖ-Gemeindevertretungsfraktion in Götzis. Ein ebenfalls im Zuge dessen angekündigter Parteiaustritt der FPÖ-Ortsgruppe in Lorüns wurde nach einem Gespräch mit Bitschi kurz darauf zurückgenommen.
Im Vorfeld der Landtagswahl in Vorarlberg 2019 erklärte der neue Landesparteiobmann Christof Bitschi mehrfach, eine Koalition mit der „Wallner-ÖVP“ nach der Wahl auszuschließen. Nachdem er diese strikte Ablehnung zuletzt im Frühjahr 2019 etwas aufgeweicht hatte, erteilte Landeshauptmann Markus Wallner nach Bekanntwerden der sogenannten „Ibiza-Affäre“ rund um FPÖ-Vizekanzler Heinz-Christian Strache im Mai 2019 jeglichen Koalitionsplänen mit den Vorarlberger Freiheitlichen eine Absage. Bei der Wahl selbst musste die Partei starke Verluste hinnehmen und büßte mehr als neun Prozentpunkte sowie in der Folge vier Landtagsmandate ein. Als Konsequenz stellte die FPÖ als drittstärkste Partei im Landtag der 31. Gesetzgebungsperiode (2019–2024) keinen Landtagsvizepräsidenten mehr und hatte auch kein Vorschlagsrecht mehr für ein zu entsendendes Mitglied des Bundesrates.

### Rückkehr in die Landesregierung 2024
Bei der Landtagswahl am 13. Oktober 2024 konnte die FPÖ starke Zugewinne verzeichnen, erreichte 28,0 % der abgegebenen, gültigen Stimmen und wurde mit elf Mandaten wieder zweitstärkste Partei im Landtag der 32. Gesetzgebungsperiode (2024–2029). In weiterer Folge nahm die Vorarlberger Volkspartei unter Landeshauptmann Markus Wallner am 21. Oktober 2024 Koalitionsverhandlungen mit den Vorarlberger Freiheitlichen zur Bildung einer Schwarz-Blauen Koalitionsregierung auf.

## Landesparteiobmänner
- Ernst Seebacher (1956 – 4. Mai 1967)
- Fritz Franke (4. Mai 1967 – 26. März 1972)
- Hans Sperger (26. März 1972 – 16. Mai 1976)
- Robert Bösch (16. Mai 1976 – 16. Mai 1982)
- Hans-Dieter Grabher (16. Mai 1982 – 1992)
- Hubert Gorbach (1992–2004)
- Dieter Egger (2004–2016)[11]
- Reinhard Eugen Bösch (1. Juli 2016–8. Juni 2018)[11]
- Christof Bitschi (seit 8. Juni 2018)[1]